# Lerup (parochie)
Lerup is een parochie van de Deense Volkskerk in de Deense gemeente Jammerbugt. De parochie maakt deel uit van het bisdom Aalborg en telt 167 kerkleden op een bevolking van 178 (2004).
Historisch maakte de parochie deel uit van Øster Han Herred. In 1970 werd Lerup opgenomen in de nieuw gevormde gemeente Brovst, die in 2007 opging in Jammerbugt.
Aaby · Alstrup · Bejstrup · Biersted · Brovst · Fjerritslev · Gjøl · Gøttrup · Haverslev · Hjortdal · Hune · Ingstrup · Jetsmark · Kettrup · Klim · Koldmose · Kollerup · Langeslund · Lerup · Øland · Øster Svenstrup · Saltum · Skræm · Torslev · Tranum · Vedsted · Vester Hjermitslev · Vester Torup · Vust